# Sersheim

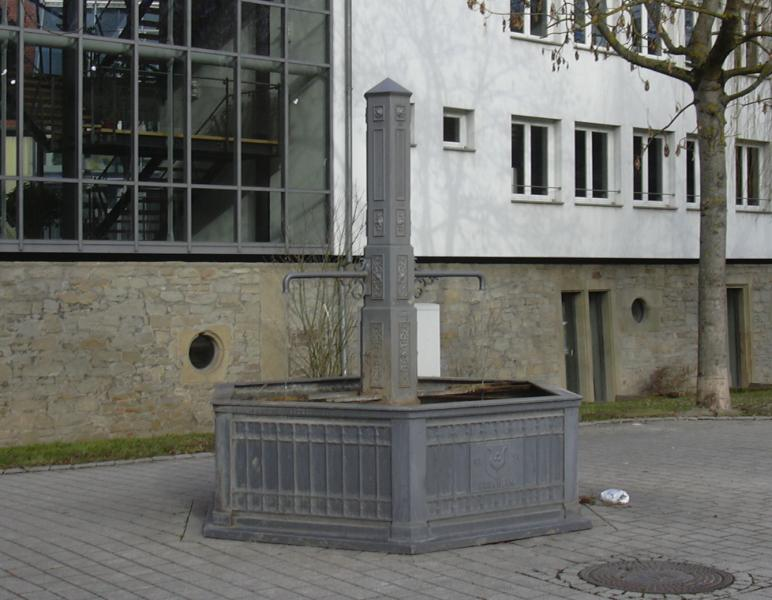
Dorfbrunnen am Bürgerhaus

Sersheim ist eine Gemeinde mit etwa 5700 Einwohnern im Nordwesten des Landkreises Ludwigsburg. Sie gehört zur Region Stuttgart (bis 1992 Region Mittlerer Neckar) und zur europäischen Metropolregion Stuttgart. Sersheim liegt etwa 25 Kilometer nordwestlich von Stuttgart und fünf Kilometer nordöstlich von Vaihingen an der Enz. Zur Gemeinde Sersheim gehören außer dem Dorf Sersheim keine weiteren Orte.

## Geographie

### Lage
Sersheim liegt am südlichen Rand des Strombergs an der Metter, die von Nordwesten kommend hier ihre Richtung ändert und nach Osten weiterfließt. Hier mündet der von Westen kommende Aischbach, der im Ort kanalisiert ist. Das Gemeindegebiet steigt nach Norden auf den Stromberg und nach Süden auf den Höhenrücken zwischen Metter und Enz an, ist aber überwiegend eben. Das Mettertal oberhalb des Orts sowie der Höhenrücken im Süden werden landwirtschaftlich genutzt, während die Gebiete im Norden und Osten der Gemeinde von Wald bedeckt sind.

### Nachbargemeinden
Nachbarorte sind die Vaihinger Ortsteile Kleinglattbach (westlich) und Horrheim (nordwestlich), die Sachsenheimer Ortsteile Hohenhaslach (nördlich) und Großsachsenheim (östlich) sowie Oberriexingen (südlich).

### Historische Geografie
Auf dem Gebiet der Gemeinde liegt die abgegangene Ortschaft Spindelhofen.

### Flächenaufteilung
Nach Daten des Statistischen Landesamtes, Stand 2014.

## Geschichte
Reste eines Gutshofs und einer Straße deuten darauf hin, dass das Gemeindegebiet schon in römischer Zeit bewohnt war. Die heutige Siedlung, deren Name „Heim des Saro“ bedeutet, wurde erstmals 792 n. Chr. in einem Schenkungsbuch des Klosters Lorsch als Saraesheim erwähnt. Der Besitz des Ortes wechselte mehrfach, um 1100 gehörte der Ort dem Kloster Hirsau, worauf noch heute die Kugeln im Ortswappen hindeuten.

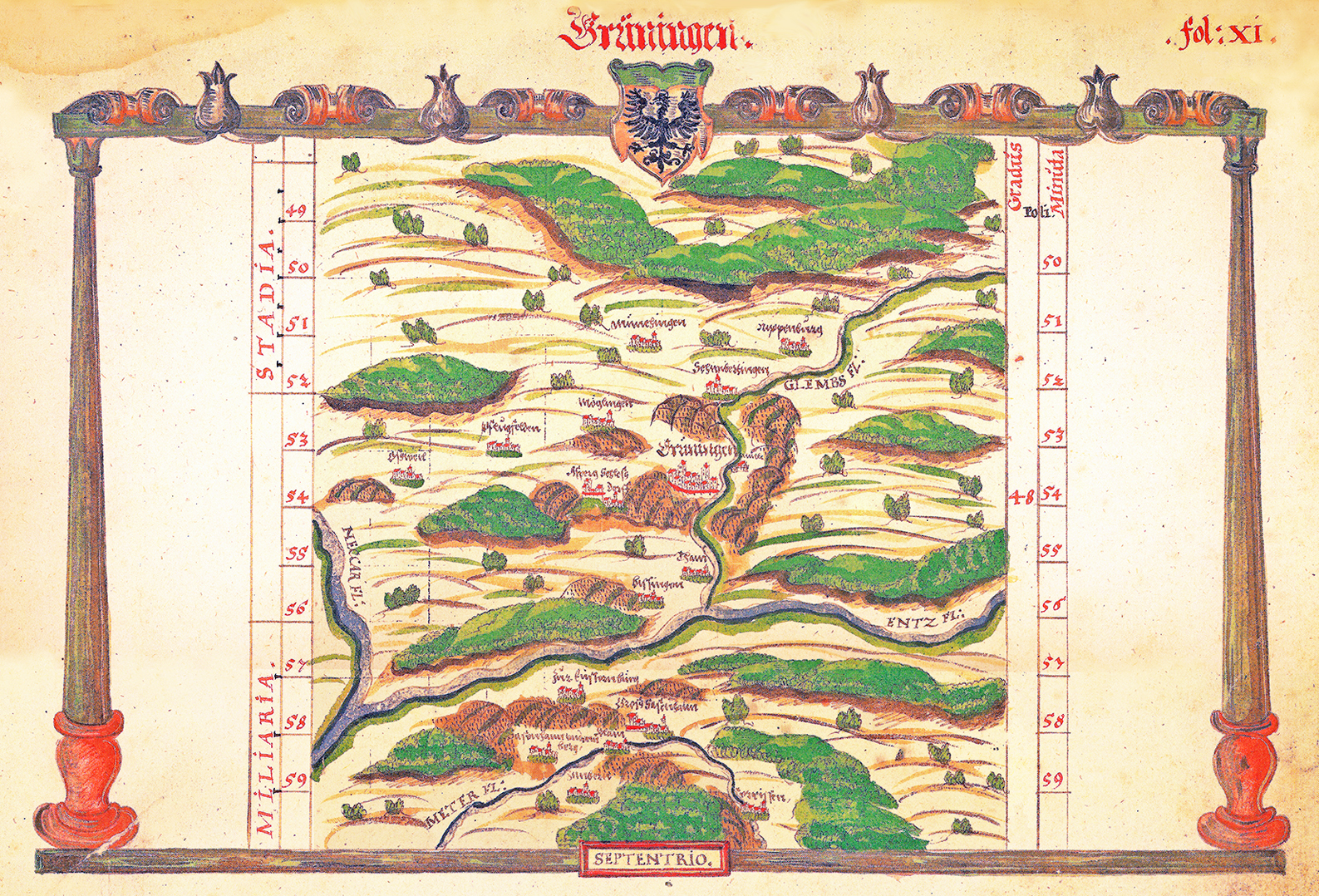
„Sarissen“ gehörte ab 1589 zum Amt Grüningen, dann zum emanzipierten Amt Großsachsenheim und ab 1806 kurzzeitig zum Oberamt Bietigheim

Im Mittelalter hatten zunächst die Grafen von Vaihingen die hohe Obrigkeit inne, nach deren Aussterben ab 1360 die Grafen von Württemberg; die Ortsherrschaft wurde durch deren Lehnsleute, die Herren von Sachsenheim ausgeübt. Auch andere Adelsfamilien wie die Herren von Helmstatt oder die Landschad von Steinach sowie Klöster hatten in dem Dorf Besitzungen. Im Jahre 1436 unterstellte sich ein Zehntel des Dorfs der württembergischen Herrschaft. Nach dem Aussterben derer von Sachsenheim und dem Erwerb weiterer Besitzungen gehörte das Dorf ab 1589 vollständig zu Württemberg und war anfangs dem Amt Grüningen, dann dem Amt Großsachsenheim unterstellt.
Das mittelalterliche Dorf lag im Dreieck zwischen Metter und Aischbach, die etwas weiter östlich zusammenfließen, und war von einem Holzzaun umgeben. Drei Tore, das Mühltor (zur Metter hin), das Obere oder Vaihinger Tor sowie das Gröninger Tor oder Schaftor am südlichen Ende der Schlossstraße, führten nach außen.
Im Dreißigjährigen Krieg wurde Sersheim fast vollständig entvölkert; von 800 Einwohnern blieben nur 50 übrig. Erst ein Jahrhundert später war wieder die alte Einwohnerstärke erreicht. Bei der Reorganisation der württembergischen Verwaltung im Zuge der Umwälzungen, die 1806 zur Gründung des Königreichs Württemberg führten, kam das Dorf 1807 zunächst zum Oberamt Bietigheim und kurze Zeit später im Jahre 1808 zum Oberamt Vaihingen.
Im Jahre 1853 kam mit dem Bau der Westbahn das Industriezeitalter nach Sersheim und brachte den Einwohnern neue Erwerbsmöglichkeiten durch Arbeit in außerhalb gelegenen Betrieben. Sersheim selbst blieb hauptsächlich eine Wohngemeinde. Der Bahnhof Sersheim lag außerhalb an der Landstraße nach Kleinglattbach. Bereits 1863 erfolgte seine Umbenennung in Vaihingen-Sersheim.
Im Jahre 1905 erhielt Sersheim einen ortsnahen Haltepunkt. Der war am Hang etwas südlich des Ortskerns angelegt worden; durch die Anlage neuer Wohngebiete um den Bahnhof herum hat sich der Schwerpunkt der Siedlung seither etwas verschoben.
Im Ersten Weltkrieg fielen 49 Sersheimer, im Zweiten Weltkrieg 119. Nach Ende des Krieges stellten Heimatvertriebene etwa ein Viertel der Bevölkerung.
Bei der Kreisreform während der NS-Zeit in Württemberg gelangte Sersheim 1938 zum Landkreis Vaihingen.
Nach dem Zweiten Weltkrieg wurde der Ort Teil der Amerikanischen Besatzungszone und gehörte somit zum neu gegründeten Land Württemberg-Baden, das 1952 im jetzigen Bundesland Baden-Württemberg aufging. In der Nachkriegszeit vergrößerte sich der Ort überwiegend nach Süden hin. Beiderseits des Aischbachs und nördlich der Bahnanlage entstanden die Wohngebiete Auf dem Kies (1950), Hochhalter (1950/60), westliche Oberriexinger Straße (1966/70, 1973), Waldeck (1973/76) und Alter Sportplatz (ab 1976). Im nördlichen Teil Sersheims waren es die Wohngebiete Im Sommerrain (1965/1968) und Ob der Mühle (1966/70). Das westliche Gewerbegebiet entstand in den frühen 1950er Jahren.
Bei der 1973 erfolgten Kreisreform in Baden-Württemberg wurde der Ort in den Landkreis Ludwigsburg eingegliedert. Bei der gleichzeitig ablaufenden Gemeindereform war die Eigenständigkeit der Gemeinde durch eine mögliche Eingemeindung nach Vaihingen an der Enz bedroht. Um diesem Schicksal zu entgehen, bemühte sich Sersheim seinerseits, die etwas kleinere Nachbarstadt Oberriexingen einzugemeinden. Diese Bemühungen schlugen fehl, die Eigenständigkeit blieb jedoch im Rahmen einer Verwaltungsgemeinschaft mit Vaihingen bestehen. Von 1970 bis 1990 stieg die Einwohnerzahl um gut ein Drittel.
Seit 1984 unterhält Sersheim eine Partnerschaft mit der italienischen Gemeinde Canale. 1989 errichtete die Gemeinde dort als Geschenk ein Feuchtbiotop im Valle delle Rocche, wofür Sersheim die Ehrenfahne des Europarats verliehen wurde.
Bisherige Namen von Sersheim: Saraesheim (8. Jh.), Sarawasheim (9. Jh.), Sarssheim (12. Jh.), Sarweshein (13. Jh.), Saerwishein (14. Jh.), Serwsshein (15. Jh.), Sershain (16. Jh.), Seresheimb (17. Jh.), Serssheim (18. Jh.) und Sersheim (ab 19. Jh.)
Im schwäbischen Volksmund auch „Sersse“ genannt.

## Religionen
Seit Einführung der Reformation in Württemberg ist Sersheim überwiegend evangelisch geprägt. Neben der landeskirchlichen Gemeinde gibt es auch eine evangelisch-methodistische Gemeinde und das freikirchliche „Jesus-Zentrum“. Aber auch eine römisch-katholische Gemeinde, die neuapostolische Kirche und die Zeugen Jehovas sind im Ort vertreten.

## Politik

### Gemeinderat
Der Gemeinderat besteht aus den 14 gewählten ehrenamtlichen Gemeinderäten und dem Bürgermeister als Vorsitzendem. Der Bürgermeister ist im Gemeinderat stimmberechtigt.
Die Kommunalwahl am 9. Juni 2024 führte zu folgendem Ergebnis.

Hinweistafel am südlichen Ortseingang

| Parteien und Wählergemeinschaften | Parteien und Wählergemeinschaften                                  | % 2024  | Sitze 2024 | % 2019  | Sitze 2019 | Kommunalwahl 2024 %403020100 34,72 %21,98 %21,45 %21,85 % FWUBSSWGCDUGewinne und Verlusteim Vergleich zu 2019 %p 4 2 0 −2 −4+3,17 %p−3,86 %p−0,95 %p+1,65 %pFWUBSSWGCDU |
| FW-FWS                            | Freie Wähler-Freie Wählervereinigung Sersheim                      | 34,72   | 5          | 31,55   | 4          | Kommunalwahl 2024 %403020100 34,72 %21,98 %21,45 %21,85 % FWUBSSWGCDUGewinne und Verlusteim Vergleich zu 2019 %p 4 2 0 −2 −4+3,17 %p−3,86 %p−0,95 %p+1,65 %pFWUBSSWGCDU |
| UBS                               | Unabhängige Bürger Sersheim e. V.                                  | 21,98   | 3          | 25,84   | 4          | Kommunalwahl 2024 %403020100 34,72 %21,98 %21,45 %21,85 % FWUBSSWGCDUGewinne und Verlusteim Vergleich zu 2019 %p 4 2 0 −2 −4+3,17 %p−3,86 %p−0,95 %p+1,65 %pFWUBSSWGCDU |
| SWG                               | Sersheimer Wählergemeinschaft                                      | 21,45   | 3          | 22,40   | 3          | Kommunalwahl 2024 %403020100 34,72 %21,98 %21,45 %21,85 % FWUBSSWGCDUGewinne und Verlusteim Vergleich zu 2019 %p 4 2 0 −2 −4+3,17 %p−3,86 %p−0,95 %p+1,65 %pFWUBSSWGCDU |
| CDU-FSL                           | Christlich Demokratische Union Deutschlands-Freie Sersheimer Liste | 21,85   | 3          | 20,20   | 3          | Kommunalwahl 2024 %403020100 34,72 %21,98 %21,45 %21,85 % FWUBSSWGCDUGewinne und Verlusteim Vergleich zu 2019 %p 4 2 0 −2 −4+3,17 %p−3,86 %p−0,95 %p+1,65 %pFWUBSSWGCDU |
| Gesamt                            | Gesamt                                                             | 100     | 14         | 100     | 14         | Kommunalwahl 2024 %403020100 34,72 %21,98 %21,45 %21,85 % FWUBSSWGCDUGewinne und Verlusteim Vergleich zu 2019 %p 4 2 0 −2 −4+3,17 %p−3,86 %p−0,95 %p+1,65 %pFWUBSSWGCDU |
| Wahlbeteiligung                   | Wahlbeteiligung                                                    | 64,69 % | 64,69 %    | 63,24 % | 63,24 %    | Kommunalwahl 2024 %403020100 34,72 %21,98 %21,45 %21,85 % FWUBSSWGCDUGewinne und Verlusteim Vergleich zu 2019 %p 4 2 0 −2 −4+3,17 %p−3,86 %p−0,95 %p+1,65 %pFWUBSSWGCDU |

### Bürgermeister
Bürgermeister der Gemeinde Sersheim ist seit 1990 Jürgen Scholz. Am 25. September 2022 wurde er mit 90,78 Prozent der Stimmen für eine fünfte Amtszeit wiedergewählt.

### Wappen und Flagge
Das Sersheimer Wappen zeigt in Gold ein rotes Büffelgehörn mit Grind, zwischen den Hörnern drei (1:2) rote Kugeln. Das Büffelgehörn weist auf die Herren von Sachsenheim hin, die bis 1561 die Ortsherrschaft innehatten. Die Bedeutung der drei Kugeln ist nicht sicher; möglicherweise weisen sie – als Attribut des Hl. Nikolaus auf das Kloster Hirsau hin, das seit dem frühen 12. Jahrhundert in Sersheim begütert war. Der Entstehungszeitpunkt des Wappens ist ungeklärt, es wird vermutlich mindestens seit dem frühen 19. Jahrhundert verwendet. Die heutige Form des Wappens wurde durch Beschluss des Gemeinderats vom 2. Dezember 1955 festgelegt.
Am 9. Oktober 1980 wurde der Gemeinde durch das Landratsamt Ludwigsburg eine Flagge in den Farben Rot-Gelb verliehen.

### Gemeindepartnerschaften
Sersheim unterhält eine Partnerschaft zu der italienischen Gemeinde Canale im Piemont.

## Kultur, Sehenswürdigkeiten, Tourismus

### Bauwerke
Der alte Ortskern wird durch Vaihinger Straße, Sedanstraße und den Metterweg begrenzt und gruppiert sich um die Schlossstraße, in der sich auch die wichtigsten Gebäude befinden. Der Name der Straße erinnert an das Untere Schlössle, das ab 1479 erbaut wurde, von dem aber nach wechselvoller Geschichte nur noch Mauerreste vorhanden sind. 1988 und 1992 wurde auf dem Schlossgelände das neue Rathaus und das Bürgerhaus errichtet.
Zu den weiteren ortsprägenden historischen Gebäuden gehört vor allem aber die evangelische Pfarrkirche in der Schlossstraße, die Johanneskirche. Ihre Ursprünge gehen auf das 11. Jahrhundert zurück, aus dem noch Teile des Turmes stammen. Im Jahr 1753 wurde das Kirchenschiff neu aufgebaut und dabei wesentlich vergrößert.
Das 1568 errichtete Obere Schlössle befindet sich in der Backgasse. Der Widdumhof ist ein großes historisches landwirtschaftliches Anwesen, das vom 16. bis zum 18. Jahrhundert der Versorgung des örtlichen Pfarrers diente und auch danach noch mit Sonderrechten ausgestattet war.
Die Fessler Mühle (auch Untere Mühle) ist ein historisches Mühlenanwesen, das bereits im späten 14. Jahrhundert erstmals erwähnt wurde. Die mindestens ebenso alte Obere Mühle brannte 1934 ab. Heute befindet sich an deren Standort die 1942/43 erbaute Mühle Grau.

### Museen
Museale Einrichtungen in Sersheim sind das Strich-Chapell-Zimmer und das Schmiedemuseum im Bürgerhaus.

### Regelmäßige Veranstaltungen
Jedes zweite Jahr (in ungeraden Jahren) Ende Juni richten Gemeinde und Vereine zusammen das Luggeles-Feschd aus, dessen Name sich auf den Spitznamen der Sersheimer (Luggele = Küken) bezieht. Dieser ist angeblich durch die beengte Lage des Orts entstanden, in dem sich die Häuser „wie Küken um die Henne“ (die Kirche) anschmiegten. Eine andere Erklärung des Spitznamens ist, dass im Sersheimer Dialekt das Wort „hier“ „hear“ gesprochen wird, was in anderen Gegenden aber „Hühner“ bedeutet. Wenn nun die Sersheimer in der Kirche sagten: „Herr, mir send hear“, also „Herr, wir sind hier“, verstanden Ortsfremde: „Herr, wir sind Hühner“. Und von den Hühnern zu den Luggele ist es ein kurzer Weg.
Zu den regelmäßigen Veranstaltungen gehört auch das vom örtlichen Verein für Tractorpulling ausgerichtete Trecker Treck. Auch findet jährlich am ersten Wochenende im Mai das Schwarzpulverschießen mit Lager der Plattfußindianer statt. Alle zwei Jahre wird im November in der Schlossstraße ein Krämermarkt mit Hobbykünstlermarkt abgehalten.

### Sport
Im Ort besteht eine Freiluft-Tennisanlage, eine Mehrzwecksporthalle, eine Gymnastikhalle, ein Rasenspielfeld mit einer Schulsportanlage sowie einen weiteren Rasenplatz. Zusätzlich gibt es im Sportzentrum zwei Beachvolleyballfelder und eine Finnenbahn. Außerdem gibt es auch noch einen Bolzplatz und einen separaten Festplatz.
2005 wurde der Sandplatz zu einem Rasenplatz modernisiert. Auch die Leichtathletikanlage wurde komplett neu angelegt.

## Wirtschaft und Infrastruktur

### Verkehr

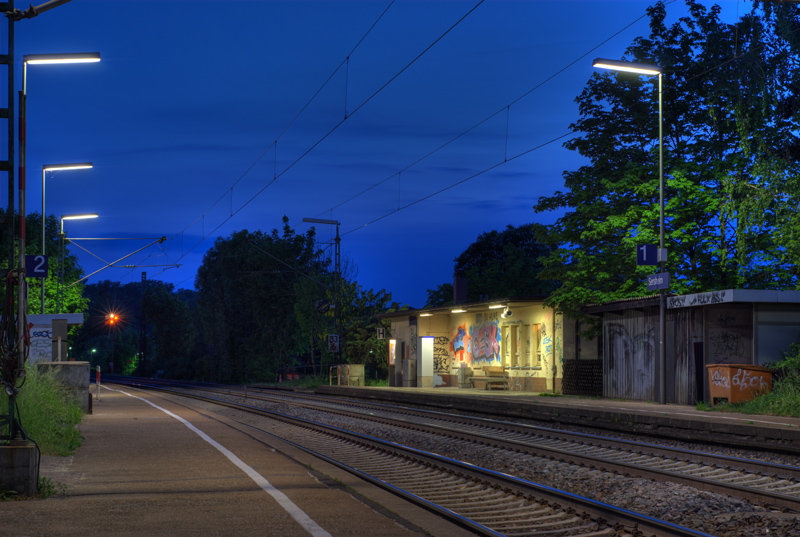
Bahnhof in Sersheim

1853 bekam der Ort durch den Bau der Württembergischen Westbahn zwischen Bietigheim und Bruchsal einen Eisenbahnanschluss.
| Linie  | Strecke                                                                        | Betreiber           | Takt                                                          |
| ------ | ------------------------------------------------------------------------------ | ------------------- | ------------------------------------------------------------- |
| MEX17a | Stuttgart – Bietigheim – Vaihingen (Enz) – Mühlacker – Pforzheim (– Karlsruhe) | SWEG Bahn Stuttgart | 30-Minuten-Takt bis Bietigheim, 60-Minuten-Takt bis Stuttgart |
| MEX17c | Stuttgart – Bietigheim – Vaihingen (Enz) – Mühlacker – Bretten – Bruchsal      | SWEG Bahn Stuttgart | 60-Minuten-Takt, bis Mühlacker immer mit MEX17a               |

Zu den Nachbarorten Kleinglattbach, Horrheim und Großsachsenheim bestehen Landesstraßen, nach Hohenhaslach und Oberriexingen führen Kreisstraßen.
Eine Alltagsroute aus dem Radnetz Baden-Württemberg führt im Süden dicht an Sersheim vorbei und verbindet es mit Bietigheim-Bissingen und in der anderen Richtung mit Vaihingen an der Enz. Noch etwas weiter südlich verläuft der Stromberg-Murrtal-Radweg, der als Landes-Radfernweg von Karlsruhe nach Gaildorf führt und damit den Rheinradweg mit dem Kocher-Jagst-Radweg verbindet.

### Ansässige Unternehmen
Das Gewerbegebiet „Eichwald“ ist auf einer ehemaligen Radarstation der US-Armee entstanden und wird gemeinsam mit den Städten Sachsenheim, Oberriexingen und Bietigheim-Bissingen betrieben. Im November 2005 wurde dort ein Getränkelogistikzentrum der Firma Winkels Getränke Logistik GmbH fertiggestellt und in Betrieb genommen. Das Unternehmen investierte ca. 15 Millionen Euro in den Bau der 17.500 m² großen Halle auf einem 50.000 m² großen Gelände. An 47 Laderampen können Getränke-LKWs be- und entladen werden. Für dieses Gewerbegebiet entstand auch eine Umgehungsstraße vom Ortseingang (Groß-)Sachsenheim bis zum Ortsausgang von Sersheim. Die Umgehungsstraße wurde am 22. und 23. Juli 2006 zusammen mit dem Gewerbegebiet feierlich eingeweiht.
In Sersheim gibt es auch die Fessler Mühle.

### Medien
An jedem Mittwoch erscheint die Gemeindezeitung s’ Blättle in schwarz-weiß, jedoch mit farbiger Titelseite.

### Bildung
In Sersheim gibt es mit der „Hofäckerschule“ eine Grundschule. Seit November 2006 wird an drei Tagen in der Woche eine Ganztagsbetreuung angeboten. Zudem gibt es zwei Museen. Das Strich-Chapell-Zimmer und das Schmiedemuseum im Archiv (Steinhaus).

## Persönlichkeiten
In Sersheim lebte lange Jahre der schwäbische Kunstmaler Walter Strich-Chapell. Der bekannte Spieleautor Klaus Palesch sowie der Schriftsteller Jochen Weeber und der Fußballspieler Marco Pischorn sind in Sersheim aufgewachsen. Der Kommunalpolitiker Ernst Kröner wurde in Sersheim geboren.